# Ё (налог)
Ё (яп. 庸, обычный, подушевой) — один из основных налогов в древней Японии VII — X веков времен системы рицурё.
Накладывался на трудоспособное лицо, мужчину в возрасте от 21 до 60 лет, в обмен на ежегодную 10-дневную трудовую повинность.
Уплачивался в виде ткани или сукна размером в 2 дзё и 6 сяку. Вместо ткани разрешалось вносить налог рисом, солью и другими продуктами. Люди были обязаны собственноручно принести налог представителям столичной администрации.
Такой налог использовался как плата военным, охранникам, столярам и кровельщикам.